# Ken Richardson
 Ken Richardson  va ser un pilot de curses automobilístiques anglès que va arribar a disputar curses de Fórmula 1.
Ken Richardson va néixer el 21 d'agost del 1911 a Bourne, Lincolnshire, Anglaterra i va morir el 27 de juny del 1997 també a Bourne.

## A la F1
Va debutar a la segona temporada de la història del campionat del món de la Fórmula 1, l'any 1951, disputant el 16 de setembre del 1951 el GP d'Itàlia, que era la setena i penúltima prova de la temporada.
Ken Richardson va participar en una sola cursa puntuable pel campionat de la F1, disputada a la temporada 1951 en la que va qualificar-se novè, però no va poder prendre la sortida perquè no tenia la llicència de carreres correcta.
Fora del campionat de la F1 va disputar nombroses proves amb millors resultats que a les curses oficials.

## Resultats a la Fórmula 1
| Any  | Equip   | Xassís | Motor | 1   | 2   | 3   | 4   | 5   | 6   | 7       | 8   | Posició | Punts |
| ---- | ------- | ------ | ----- | --- | --- | --- | --- | --- | --- | ------- | --- | ------- | ----- |
| 1951 | BRM Ltd | BRM    | BRM   | SUI | 500 | BEL | FRA | GBR | ALE | ITA NVS | ESP | -       | 0     |

### Resum
| Curses: | Victòries: | Pòdiums: | Poles: | Voltes ràpides: | Punts: |
| ------- | ---------- | -------- | ------ | --------------- | ------ |
| 1       | 0          | 0        | 0      | 0               | 0      |